# Tsybin Ts-1
Il Tsybin Ts-1 (in cirillico Цыбин Ц-1) era un aereo sperimentale sviluppato e costruito in Unione Sovietica nell'ambito di un programma di ricerche sull'aerodinamica nei voli supersonici. Il progetto del velivolo fu curato dall'OKB-256 di Pavel Vladimirovič Cybin, nella seconda metà degli anni quaranta. Identificati con la sigla LL (cirillico: Летающая Лаборатория, ovvero “laboratorio volante” in russo), ne furono ideate tre configurazioni (LL-1, LL-2 e LL-3), di cui solo due effettivamente portate in volo.

## Sviluppo
Nel settembre 1945, l'OKB di Cybin fu incaricato dall'istituto di ricerca sul volo LII-MAP di condurre una serie di ricerche riguardanti lo sviluppo e l'individuazione delle configurazioni alari più idonee ai voli supersonici. I test incominciarono nel 1946, e furono condotti presso il TsAGI. Il risultato fu, appunto, il Tsybin Ts-1, che fu definito “laboratorio volante” e chiamato con la sigla LL. Queste sigle andarono successivamente a identificare le varie configurazioni del velivolo. Il prototipo, chiamato LL-1, volò per la prima volta nella metà del 1947 con il pilota collaudatore M. Ivanov. Complessivamente, effettuò un totale di trenta voli, con i piloti Amet-Khan Sultan, S.N. Anochin e N.S. Rybko.

Mentre lo sviluppo del Ts-1 proseguiva, sempre all'interno dell'OKB-256, un gruppo di progettisti guidati da Berentsov curò lo sviluppo di una nuova fusoliera, con un innovativo profilo alare. In particolare, Berenstov ideò due distinte configurazioni alari: una a freccia negativa, l'altra a freccia positiva. La prima innovazione fu introdotta nel secondo esemplare nell'inverno 1947-48. Questo aereo, chiamato LL-3, effettuò ben 100 voli.

Successivamente, il primo esemplare (ex LL-1) fu modificato con un'ala a freccia positiva (la seconda configurazione studiata da Berentsov), e designato LL-2. Però, questa versione non fu mai portato in volo: infatti, gli esperimenti con questa formula alare di ala furono condotti con aerei da caccia MiG-15 e Lavochkin La-15.

## Tecnica
Il progetto di base del Ts-1 prevedeva un aereo di costruzione interamente lignea, con ala dritta. Questo aereo fu poi successivamente modificato, in particolare con le soluzioni proposte da Berentsov. Come detto in precedenza, del Ts-1 vennero realizzate tre configurazioni.
- LL-1: si tratta della versione base, con ala dritta. Effettuò una trentina di voli a partire dalla metà del 1947. Il prototipo fu successivamente modificato come LL-2. Le caratteristiche tecniche sono quelle riportate in tabella.
- LL-2: si tratta dell'ultima configurazione realizzata, con ala a freccia positiva. Derivato dalla trasformazione dell'LL-1, non fu mai portato in volo.
- LL-3: si tratta della seconda configurazione, con ala a freccia negativa. Volò nel 1948, ed effettuò un centinaio di voli. Presentava numerose differenze, in particolare nella coda (ampiamente riprogettata) e, soprattutto, nelle ali. Queste, infatti, oltre a essere metalliche, erano inclinate negativamente di 30°, e l'apertura alare raggiungeva i 7,22 metri. Le altre caratteristiche tecniche erano praticamente le stesse della versione LL-1: si differiva per la maggiore velocità massima (1.200 km/h, ovvero Mach 0,97) e per il peso al decollo (2.000 kg, leggermente inferiore). Tuttavia, a causa delle variazioni dei pesi (che avevano spostato il centro di gravità del velivolo), era stato necessario sistemare dei serbatoi d'acqua come zavorra nel muso e nella coda.

Il motore, comune a tutte le versioni, era costituito da un razzo a propellente solido Kartukhov PRD-1500, in grado di fornire una spinta di 1.500 kgf della durata di otto-dieci secondi. Il razzo era sistemato all'interno della fusoliera. I comandi di volo erano manuali. Il carrello, posto sotto la fusoliera, era a due ruote, e veniva sganciato subito dopo il decollo. Inoltre, vi era anche un ruotino fisso sotto alla coda. L'atterraggio avveniva tramite un pattino.

Sui Ts-1 vennero testatati a bordo numerosi tipi di strumentazione. Nei primi voli, tuttavia, questa non era imbarcata. Per simularne peso e ingombro, quindi, si decise di caricare come zavorra circa una tonnellata di acqua, che era espulsa prima dell'atterraggio, per non creare troppi problemi di manovrabilità.

## Funzionamento
Il Ts-1 veniva portato in volo rimorchiato da un Tupolev Tu-2: giunto a un'altezza compresa tra i 5.000 e i 7.000 metri, l'aereo veniva sganciato e rivolto verso il basso con un'inclinazione di 45-60°. Quindi, veniva acceso il razzo, e il velivolo veniva portato alla massima velocità. Esaurita la spinta, l'aereo si trasformava in un vero e proprio aliante, e atterrava come tale.

Il Ts-1, in generale, fornì parecchie informazioni utili, senza dare mai problemi durante il volo. Inoltre, furono considerati aerei eccellenti dal punto di vista prestazioni/prezzo.